# Fabrizio Crestani
Fabrizio Crestani (Conegliano, 17 dicembre 1987) è un pilota automobilistico italiano.

## Carriera
Dopo aver gareggiato nel campionato kart sino al 2005, nello stesso anno è passato nel campionato italiano di Formula Junior 1600, terminando al quarto posto, guidando per la PSR Motorsport. Crestani conseguì una vittoria e terminò il campionato dietro a Pasquale Di Sabatino, Mihai Marinescu e Jaime Alguersuari. Ha anche fatto il suo debutto nel campionato italiano di Formula 3 per la Corbetta Competizioni durante l'ultima gara al circuito di Misano. Dopo essersi qualificato settimo ad entrambe le gare, Fabrizio registrò un sesto ed un settimo posto al termine delle due gare, che gli permisero di finire 13º in campionato.
Nel 2006 Crestani passò a tempo pieno nel campionato italiano di Formula 3, continuando con la Corbetta Competizioni. Nel corso della stagione, ha registrato una pole position al circuito di Vallelunga e cinque podi (quattro dei quali al secondo posto), terminando quinto nel campionato. Ha anche fatto una comparsa nel campionato britannico di Formula 3 quando la competizione ha visitato il circuito del Mugello. Guidando nella classe Invitational Class, ha concluso entrambe le gare fuori dai punti, registrando un 15º ed un 14º posto, con tempi sul giro corrispondenti ai piloti della National Class.
Nel 2007 è seguita una terza stagione nel campionato italiano di Formula 3, sempre con la Corbetta Competizioni. Dopo aver registrato due pole position al circuito di Misano, Crestani conseguì le sue prime vittorie in campionato al Mugello. Una terza vittoria seguì al circuito di Vallelunga, ma Crestani non riuscì a migliorare la sua posizione in campionato del 2006, terminando nuovamente al quinto posto con 41 punti di differenza dal campione Paolo Maria Nocera.
Nel 2008 Crestani non continuò a gareggiare nella Formula 3 italiana, in quanto passò al campionato Euroseries 3000. Ancora una volta la quinta posizione è stato il risultato netto della stagione comprese le vittorie al circuito del Mugello e la doppia vittoria all'Autodromo di Magione. Terminò ottavo nella omologa serie italiana, poiché correva allo stesso tempo come Euro Series, in quattro dei primi cinque turni. Ha fatto anche alcune presenze nel Formula Masters, correndo nei circuiti di Valencia, Pau e Brno per la Euronova Racing. Il suo miglior piazzamento è stato l'ottavo posto nella gara breve a Pau, distaccando il campione Chris van der Drift per 0.058 secondi, permettendogli di guadagnare mezzo punto in classifica. Dopo l'acquisizione della BCN Competición da parte di Tiago Monteiro, rinominata poi Ocean Racing Technology, entrambi i piloti (Hiroki Yoshimoto e Luca Filippi) furono sostituiti dopo la prima gara dando la guida a Yelmer Buurman e Crestani già alla seconda gara del campionato GP2 Asia Series 2008-2009. Crestani non guadagnò alcun punto sino alla fine del campionato finendo al 28º posto della classifica. Riprese la sua carriera nella Euroseries con la scuderia TP Formula, anche se poi passa alla Emmebi Motorsport nella fase finale del campionato. Ha conseguito sei podi, una pole position e un giro veloce nelle tredici gare finendo al quarto posto in campionato e quinto nel campionato italiano di F3000.
Crestani ha un frammentato 2010, correndo quattro gare nel campionato Auto GP per le scuderie DAMS e Trident, e per sei gare nel campionato GP2 Series per la David Price Racing dopo la sostituzione di Giacomo Ricci nella squadra.
Nel 2011 ha poi intrapreso una stagione completa nell'2011 con la scuderia Lazarus accanto connazionale Fabio Onidi, concludendo il campionato al sesto posto, a soli sette punti e una posizione dietro al suo compagno di squadra.
Nel 2012 rimase con la Lazarus mentre la scuderia fa il debutto nella GP2 Series, insieme al compagno di squadra Giancarlo Serenelli. Conseguì il suo primo punto del campionato finendo decimo nella gara d'apertura al Circuito di Sepang. Dopo sette gare fu sostituito da Sergio Canamasas, terminando ventiquattresimo nel campionato.

## Risultati

### Riepilogo carriera
| Stagione | Categoria                    | Squadra                 | Gare | Vittorie | Pole | Giri/V | Podi | Punti | Posizione |
| -------- | ---------------------------- | ----------------------- | ---- | -------- | ---- | ------ | ---- | ----- | --------- |
| 2005     | Formula Junior 1600 Italia   | PSR Motorsport          | 12   | 1        | ?    | ?      | 4    | 141   | 4º        |
| 2005     | Formula 3 italiana           | Corbetta                | 2    | 0        | 0    | 0      | 0    | 10    | 13º       |
| 2006     | Formula 3 italiana           | Corbetta Competizioni   | 16   | 0        | 1    | 2      | 5    | 76    | 5º        |
| 2006     | Formula 3 inglese            | Corbetta Competizioni   | 2    | 0        | 0    | 0      | 1    | 20    | 17º       |
| 2007     | Formula 3 italiana           | Corbetta Competizioni   | 16   | 3        | 2    | 3      | 7    | 73    | 5º        |
| 2008     | Euroseries 3000              | GP Racing               | 10   | 3        | 0    | 1      | 5    | 49    | 5º        |
| 2008     | Campionato Italiano F3000    | GP Racing               | 4    | 1        | 0    | 1      | 1    | 15    | 9º        |
| 2008     | International Formula Master | Euronova Racing         | 6    | 0        | 0    | 0      | 0    | 0,5   | 27º       |
| 2008–09  | GP2 Asia Series              | Ocean Racing Technology | 9    | 0        | 0    | 0      | 0    | 0     | 28º       |
| 2009     | Euroseries 3000              | TP Formula              | 12   | 0        | 1    | 2      | 6    | 54    | 4º        |
| 2009     | Campionato Italiano F3000    | TP Formula              | 6    | 0        | 0    | 1      | 2    | 26    | 5º        |
| 2010     | Auto GP                      | DAMS                    | 4    | 0        | 0    | 0      | 0    | 0     | 22º       |
| 2010     | Auto GP                      | Trident Racing          | 4    | 0        | 0    | 0      | 0    | 0     | 22º       |
| 2010     | GP2 Series                   | David Price Racing      | 6    | 0        | 0    | 0      | 0    | 0     | 30º       |
| 2011     | Auto GP                      | Lazarus                 | 14   | 1        | 0    | 0      | 4    | 92    | 6º        |
| 2012     | GP2 Series                   | Venezuela GP Lazarus    | 14   | 0        | 0    | 0      | 0    | 1     | 24º       |

### Risultati GP2 Series
(Legenda) N.B. Le gare in grassetto indicano una pole position mentre quelle in corsivo indicano il giro più veloce in gara.
| Anno | Scuderia             | 1          | 2          | 3           | 4           | 5            | 6           | 7          | 8          | 9          | 10          | 11          | 12         | 13         | 14         | 15          | 16         | 17         | 18         | 19         | 20         | 21      | 22      | 23      | 24      | Punti | Pos |
| ---- | -------------------- | ---------- | ---------- | ----------- | ----------- | ------------ | ----------- | ---------- | ---------- | ---------- | ----------- | ----------- | ---------- | ---------- | ---------- | ----------- | ---------- | ---------- | ---------- | ---------- | ---------- | ------- | ------- | ------- | ------- | ----- | --- |
| 2010 | David Price Racing   | ESP FEA    | ESP SPR    | MON FEA     | MON SPR     | TUR FEA      | TUR SPR     | VAL FEA    | VAL SPR    | GBR FEA    | GBR SPR     | GER FEA     | GER SPR    | HUN FEA    | HUN SPR    | BEL FEA Rit | BEL SPR 14 | ITA FEA 10 | ITA SPR 15 | ABU FEA 13 | ABU SPR 14 |         |         |         |         | 0     | 30º |
| 2012 | Venezuela GP Lazarus | MYS FEA 10 | MYS SPR 21 | BHR1 FEA 14 | BHR1 SPR 19 | BHR2 FEA Rit | BHR2 SPR 23 | ESP FEA 17 | ESP SPR 10 | MON FEA 19 | MON SPR Rit | VAL FEA Rit | VAL SPR NP | GBR FEA 11 | GBR SPR 22 | GER FEA     | GER SPR    | HUN FEA    | HUN SPR    | BEL FEA    | BEL SPR    | ITA FEA | ITA SPR | SGP FEA | SGP SPR | 1     | 24º |

### Risultati GP2 Asia Series
(Legenda) N.B. Le gare in grassetto indicano una pole position mentre quelle in corsivo indicano il giro più veloce in gara.
| Anno    | Scuderia                | 1       | 2       | 3          | 4         | 5           | 6          | 7          | 8          | 9          | 10         | 11         | 12         | Punti | Pos |
| ------- | ----------------------- | ------- | ------- | ---------- | --------- | ----------- | ---------- | ---------- | ---------- | ---------- | ---------- | ---------- | ---------- | ----- | --- |
| 2008–09 | Ocean Racing Technology | CHN FEA | CHN SPR | UAE FEA 14 | UAE SPR C | BHR FEA Rit | BHR SPR 17 | QAT FEA 10 | QAT SPR 21 | MAL FEA 15 | MAL SPR 16 | BHR FEA 18 | BHR SPR 15 | 0     | 28º |